# Агуа де Валенсия
Агуа де Валенсия (дословно Валенсийская вода) — коктейль, приготовленный на основе кавы или шампанского, апельсинового сока, водки и джина. В общем он подаётся в кувшинах различных размеров и пьётся из широких бокалов для коктейлей.

## История
Его сделал впервые Константе Жиль в 1959 году в баре Мадрид-де-Валенсия в городе Валенсия, Испания. Писатель Мария Анхелес Арасо в своей книге «Ночная Валенсия» отмечал, что бар часто в то время посещала группа баскских путешественников, которые заказывали агуа де Бильбао (вода из Бильбао), называя так лучшую каву бара. Когда им надоело всегда заказывать то же самое, они попросили владельца предложить им что-то новое, и он посоветовал им попробовать агуа де Валенсия. Они согласились попробовать то, что сделал Жиль, и им понравилось, они продолжали пить его в ходе последующих визитов.
В течение десяти лет этот напиток был известен лишь небольшой группе клиентов, и только в 1970-х годах он начал распространяться по Валенсии. С тех пор он стал очень популярным напитком.
Константе Жиль ушёл из бара в 2000 году и посвятил себя живописи, изображал «общественные мероприятия в кафе». Жиль умер от сердечного приступа 7 июня 2009 года в Валенсии, Испания.